# Michael von Wolkenstein-Rodenegg

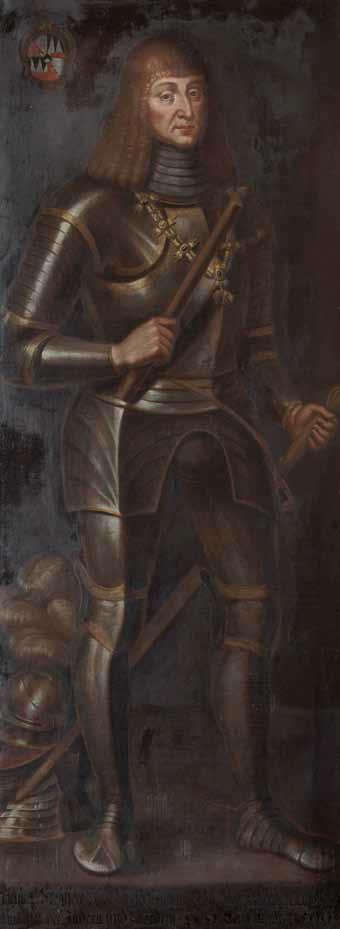
Porträt des Michael von Wolkenstein-Rodenegg

Michael von Wolkenstein-Rodenegg (* um 1460 in Rodeneck; † 15. April 1523 in Bruck an der Isel; begraben in Lienz) war Rat und Hofmeister von Kaiser Maximilian I.

## Leben
Michael von Wolkenstein diente Maximilian als Rat, Kämmerer und Landeshofmeister von Tirol und genoss dessen besonders Vertrauen aufgrund seiner Vernunft, Geschicklichkeit und Redlichkeit. Im Jahr 1500 werden ihm aufgrund seiner Tätigkeit als Landeshofmeister folgende Vergünstigungen gewährt: Er erhielt zusätzlich zu einem jährlichen Gehalt von 1000 Gulden auch in der Innsbrucker Hofburg eigene Räume mit Küche, Keller und Bad, Obst aus dem Hofgarten, Holz, jährlich  zwei erlegte Hirsche  und die zollfreie  Einfuhr  etlicher Ochsen  aus Kärnten. Im Marstall konnte er seine Pferde unterbringen und erhielt dort auch zwei Zimmer für seine Diener.
1502 übernahmen Maximilian I. und seine Frau Bianca die Patenschaft über Michaels Tochter und legten dem Kind eine Perlenschnur im Wert von 300 Gulden, eine hohe Summe für die damalige Zeit, ins Kindbett. Dies zeigt, welch hohes Ansehen die Wolkensteins bei dem königlichen Paar genossen.

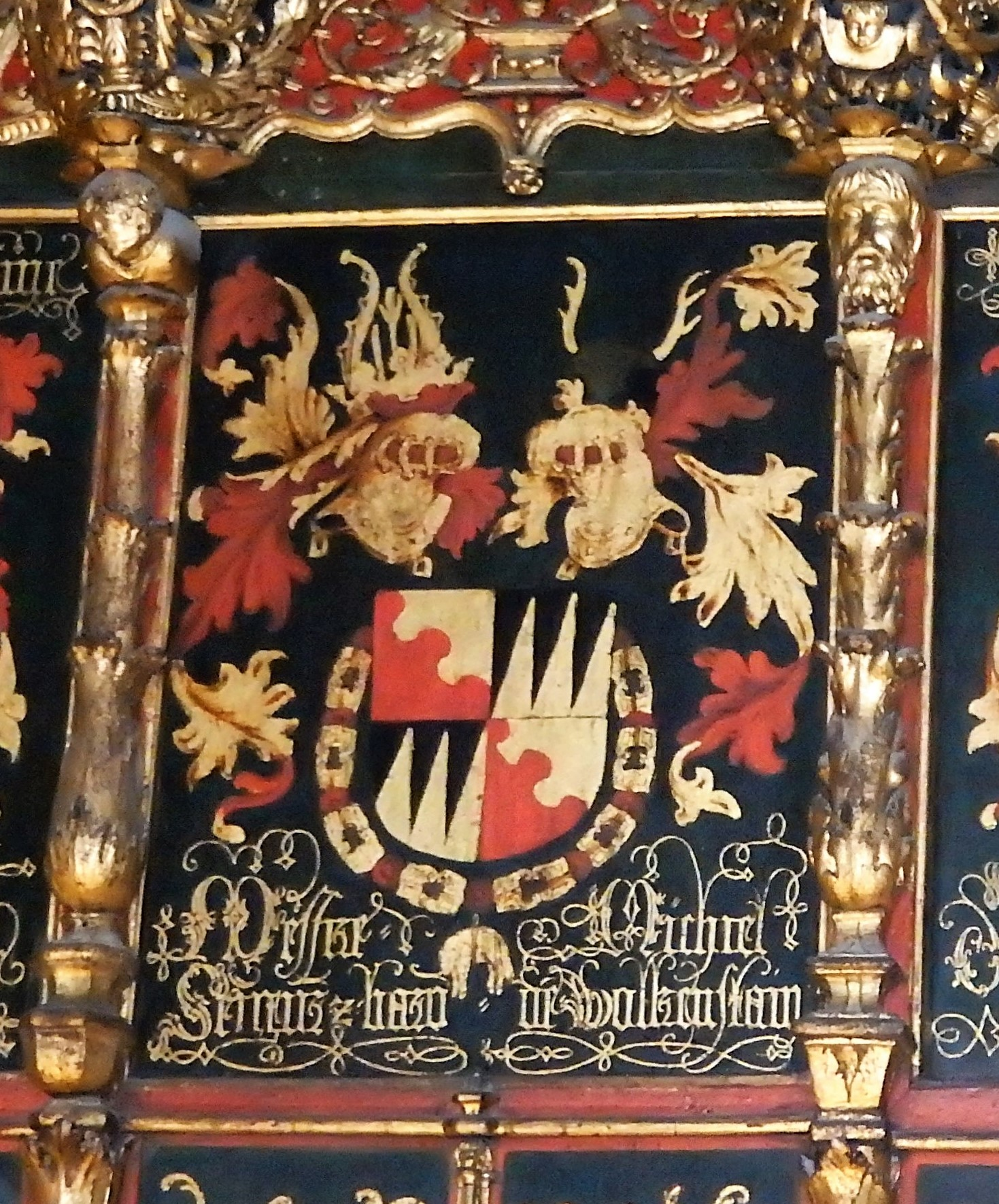
Wokensteins Wappen anlässlich des Ordensfestes von 1519 in Barcelona

1516 wurde Michael in den Orden vom Goldenen Vlies aufgenommen.
Mit dem Tod von Graf Leonhard am 12. April 1500 erlosch die Linie der Görzer und deren Besitz ging aufgrund des durch Virgil von Graben ausgearbeiteten Erbschaftsvertrag an König Maximilian I. als Landesfürst von Tirol. Aus Geldmangel verkaufte er bereits im August 1501 die Herrschaft Lienz an Michael. Dieser kam so in den Besitz der umliegenden Landgerichte sowie der Stadt Lienz und Schloss Bruck.

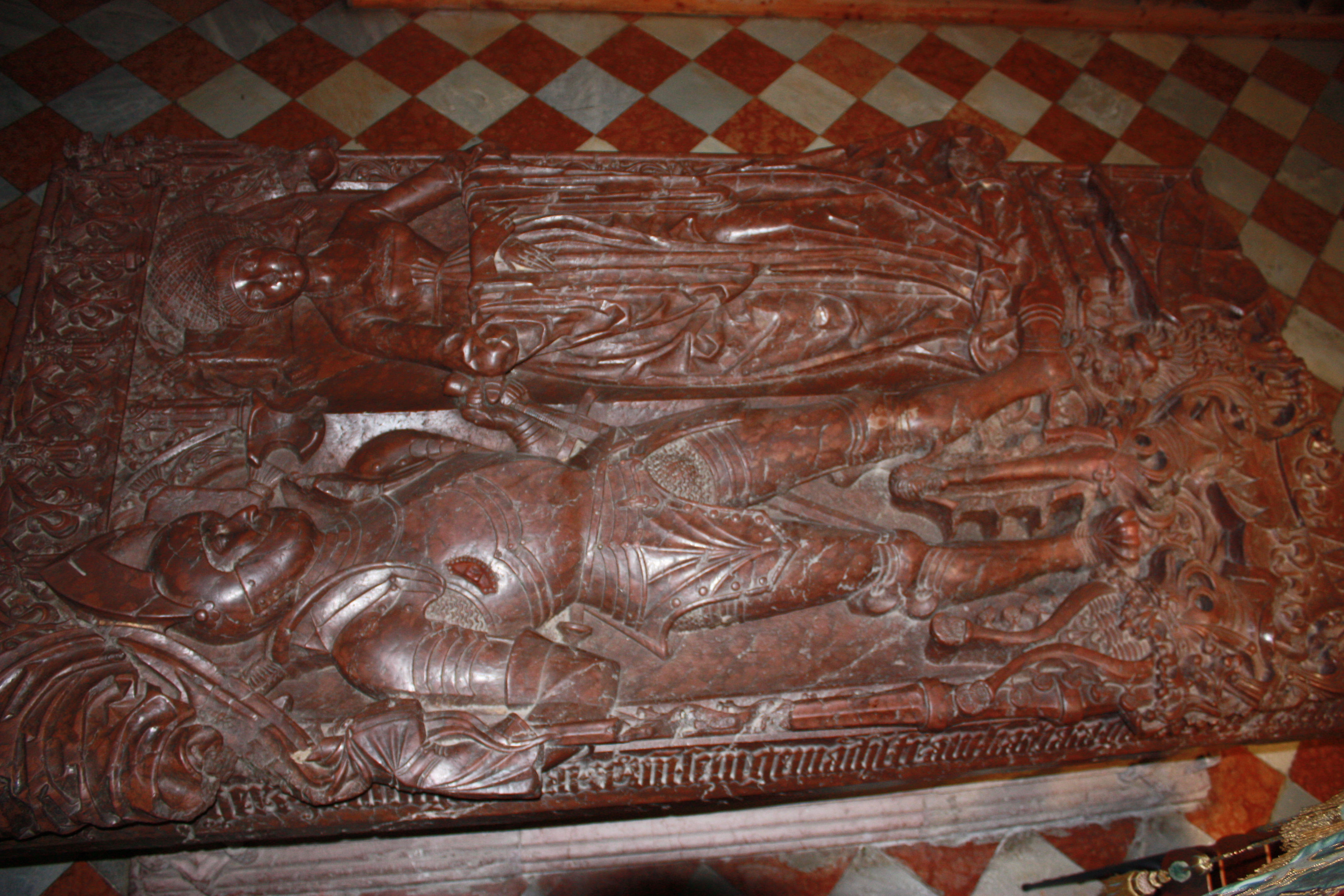
Lienz – Stadtpfarrkirche St. Andrä – Grabplatte

Beigesetzt wurde er zusammen mit seiner Ehefrau Barbara in der Stadtpfarrkirche Lienz. Der Innsbrucker Bildhauer Christoph Geiger schuf für sie beide sowie für Leonhard von Görz zwei Grabplatten aus dunkelrotem Marmor.

## Familie
Michael entstammte dem Tiroler Adelsgeschlecht der Wolkenstein-Rodenegg. Seine Eltern waren Oswald von Wolkenstein († 1498), dem Sohn des Dichters Oswald von Wolkenstein, und Barbara von Trautson († 1495).
Er war verheiratet mit Barbara von Thun († 15. August 1509), Tochter des Victor von Thun (c. 1450–15. August 1487) und der Paula von Firmian († 1544). Sie hatten folgende Kinder:
- Philipp Jacob
- Bianca
- Regina Bianca († 1539), ⚭ Alexander Graf Ortenburg (1501–1548), Sohn von Ullrich II. Graf Ortenburg und Veronika Freiin von Aichberg
- Eleonore († 1549), ⚭ Wolfgang I. Graf von Montfort-Rothenfels-Wasserburg († 21. März 1541)
- Veit (* 12. November 1506; † 19. Juli 1538), ⚭ Susanna (Barbara) von Welsperg
- Katharina (1505–1568), ⚭ (1.) Georg von Auersperg und (2.) Karl von Welsperg
- Anna (1509–1582), ⚭ Hildebrand von Glös († 1569)